# لورن، نیو ساوت ولز
لورن (به انگلیسی: Lorn) یک حومه شهر در استرالیا است که در نیو ساوت ولز واقع شده‌است.